# EHF Liga prvaka 2013./14.
Ovo je 54. izdanje elitnog europskog klupskog rukometnog natjecanja. Nakon kvalifikacija 24 momčadi raspoređene u četiri skupine po šest igraju turnir, nakon čega prve četiri iz svake prolaze i igraju osminu završnice. Hrvatski predstavnik RK Zagreb ispao je u skupini.

## Završni turnir

### Poluzavršnica
| 31. svibnja 2014. |   |           |                    |  |
| Barcelona         | - | Flensburg | 36:36, 4:5 (sedm.) |  |
| Veszprém          | - | THW Kiel  | 26:29              |  |

### Završnica
| 1. lipnja 2014. |   |          |       |  |
| Flensburg       | - | THW Kiel | 30:28 |  |

## Vanjske poveznice
- Opširnije